# Ian Foote
Pour les articles homonymes, voir Foote.
 (juillet 2016).
Ian Foote (né à Glasgow le 24 mars 1933 et décédé le 1er décembre 1995) est un ancien arbitre écossais de football des années 1970 et 1980.

## Carrière
Après une honorable carrière de joueur amateur au poste de gardien de but[réf. à confirmer], Foote se tourne vers l'arbitrage dans les années 1970 et devient vite l'un des grands sifflets écossais. Il officie dans des compétitions majeures :
- Coupe d'Écosse de football 1974-1975 (finale)
- Coupe UEFA 1978-1979 (finale aller)
- Coupe d'Écosse de football 1978-1979 (deuxième finale rejouée)
- Coupe d'Écosse de football 1980-1981 (finales)

Ian Foote a joué un rôle de premier plan dans les matches de la Ligue écossaise de football dans les années 1970 et 1980, notamment en Premier League écossaise. Il a également arbitré cinq finales dans sa carrière : quatre pour le football écossais avec trois finale de Coupe et une finale de Coupe de la Ligue et une finale européenne avec le match aller à Belgrade de la finale de la Coupe UEFA 1978-1979 entre l'Étoile rouge de Belgrade et le Borussia Mönchengladbach. Pour l'UEFA, Foote a également arbitré de nombreux matches de Coupe d'Europe des champions et de la Coupe des vainqueurs de Coupe. En 1975 et 1977, il a arbitré au moins deux fois lors de matches entre équipes nationales,  deux fois l'équipe d'Allemagne de l'Est était représentée.
Sa profession était marchand de thé à Glasgow. Foote est décédé en 1995 à l'âge de 62 ans.

## Arbitrage du match Bulgarie - France de 1976
En France, Ian Foote est connu pour son arbitrage controversé le 9 octobre 1976 du match Bulgarie-France lors des éliminatoires de la Coupe du monde 1978 et le commentaire en direct du journaliste sportif français Thierry Roland resté célèbre : « Monsieur Foote vous êtes un salaud ».
Ce dernier avait refusé un but valable à Michel Platini et, sur la contre-attaque, il valida le but de l'attaquant bulgare Pavel Panov qui semblait, selon Thierry Roland, hors-jeu (il ne l'était pas en réalité). Dans les dernières secondes de la partie, M. Foote accorda un penalty en faveur des Bulgares sur une faute imaginaire du défenseur français Maxime Bossis. À la suite de cette décision, le journaliste Thierry Roland qui commentait le match pour la télévision déclara en direct à l'antenne sur Antenne 2 : « C'est incroyable qu'il accorde le penalty là-dessus. Mais c'est invraisemblable à 3 minutes, 2 minutes de la fin de la partie [...]. Je n'ai vraiment pas peur de le dire, Monsieur Foote, vous êtes un salaud ! [...] À côté, à côté, eh bien il y a un bon dieu croyez moi, eh bien il y a vraiment un bon dieu [...]. Quel scandale cet arbitrage, c'est invraisemblable, jamais vu un individu pareil, il devrait être en prison, pas sur un terrain de football ! ». Le penalty, tiré par Hristo Bonev, fut raté et les Bleus repartirent de Sofia avec le point du match nul (score final 2-2). Il reçut pour cela un accueil particulier par le public stéphanois lors du match de coupe d'Europe Saint-Étienne contre Widzew Łódź le 3 octobre 1979. À noter  également qu'il fut invité en 1985 par Thierry Roland dans l'émission Téléfoot et qu'il y reconnut son erreur.